# Турбаслы
Турбаслы (баш. Турбаҫлы) — село в Иглинском районе Башкортостана, административный центр Турбаслинского сельсовета.

## Географическое положение
Расстояние до:
- районного центра (Иглино): 25 км,
- ближайшей ж/д станции (Шакша): 10 км.

## Население
| 2002 | 2009 | 2010 |
| ---- | ---- | ---- |
| 389  | ↗399 | ↗419 |

Национальный состав
Согласно переписи 2002 года, преобладающая национальность — татары, также проживают  русские и башкиры. В быту разговаривают на турбаслинском говоре казанского диалекта татарского языка.

## Образование
В селе действует татарская средняя школа.

## Религия
В селе есть мечеть.